# 善福寺 (金沢市)
善福寺 (ぜんぷくじ)は、石川県金沢市橋場町にある真宗大谷派の寺院。山号は大慈山 (だいじざん)である。

## 歴史
文安2年 (1445年)に蓮康僧都 (本願寺第8代蓮如上人異母弟)によって、加賀国石川郡大桑に坊舎を開かれたと伝え、初代住職は越中井波に瑞泉寺を開かれた本願寺第5代綽如上人の孫にあたり、越前藤島超勝寺玄慶の次男であった妙善坊と称した順慶である。また、当寺の始まりは越中砺波郡高瀬であるという伝承もあるが、これは瑞泉寺の系譜である順慶との関連が推測されるが定かではない。
いわゆる加賀一向一揆の時代の記録に、当寺の名が一切見えず動向は不明である。ただ当時の本願寺法主であった実如上人筆の九字名号と十字名号が残されている。また、本願寺東西分裂時に、西本願寺法主であった准如上人が文禄3年 (1594年)に下された本願寺11代法主の顕如上人画像には加賀大桑村善福寺下付と記されてあることから西本願寺との繋がりが深かったようだ。しかし、慶長7年 (1602年)には、あらためて東本願寺の教如上人から同じく顕如上人画像が下付されている。
その後、加賀の領主となった前田氏は、一向一揆再発防止などの真宗対策として農村などにあった真宗寺院の城下への移転政策を推し進め、その一環として当寺も材木町6丁目 (現橋場町)への移転を命じられた。また、関ヶ原の戦いにて敗将となった宇喜多秀家の妻であった豪姫が加賀に帰って生んだと言われる娘の冨利姫（ふりひめ）が真宗寺院懐柔の一環として当寺に配嫁され、その裏づけとして秀家の書状や前田利常の書状が残されている。この冨利姫入寺にあたって、前田家の家紋である剣梅鉢紋の五条袈裟着用を許されている。ちなみに寺紋の双牡丹は、本願寺紋である牡丹の変形である。
加賀藩は藩内の有力寺院を宗派地域別に触頭に任命し、寺院僧侶の取り締まりに当たらせ、金沢の真宗寺院では本町の専光寺、白菊町の瑞泉寺がその任だったが、江戸中期に当寺がこれに加えられた。それ以降、加賀三か寺と称され、金沢別院の座配の役職にもあった。加賀萬歳の一節にも「墨の衣の善福寺」と詠われた。

## 施設・史跡
- 土蔵造りの御堂‐土蔵造りの御堂としては最大規模で、金沢中を焼き尽くした宝暦9年 (1759年)の大火で焼失した御堂を寛政年間に再建したものである。平成25年 (2013年)、金沢市の指定文化財となる。
- キリシタン灯篭 - 庭にはキリシタン灯篭が残されているが、最古の様式ながらまったくその伝承が残されておらずその由来は不明である。キリスト教の洗礼を受けたと言われる豪姫の娘の富利姫配嫁に関係するのか、推測の域を出ない。

## 主な年間行事
- 修正会‐元旦零時
- 春彼岸会‐春分の日
- 永代祠堂経会‐5月第3土曜日
- 盂蘭盆会‐7月15日
- 報恩講‐10月29日と30日
- 除夜の鐘‐大晦日深夜

## その他
- のんこう茶碗‐楽道入作による加賀七種のひとつ善福寺と呼ばれる黒釉茶碗で、当寺に伝わってこの名がついた。文政4年 (1826年)に銀17貫5百目で売却された証文が残されている。明治21年 (1888年)に金300円で買い戻したが、その後銀座服部時計店に売却されたが、その後の行方は不明である。